# Årefjällsloppet
Årefjällsloppet är ett långlopp på längdskidor som avgörs i södra Årefjällen. Loppet hade premiär 2013 och ingår i Ski Classics.

## Segrare
| År   | Herrar                            | Damer                           |
| ---- | --------------------------------- | ------------------------------- |
| 2013 | Anders Aukland och Jørgen Aukland | Seraina Boner                   |
| 2014 | Daniel Richardsson                | Charlotte Kalla                 |
| 2015 | Petter Eliassen                   | Seraina Boner                   |
| 2016 | John Kristian Dahl                | Justyna Kowalczyk               |
| 2017 | Anders Aukland                    | Britta Johansson-Norgren        |
| 2018 | Markus Jönsson                    | Evelina Bångman                 |
| 2019 | Oskar Svensson                    | Ebba Andersson                  |
| 2020 | Öppet spår på grund av Covid-19   | Öppet spår på grund av Covid-19 |
| 2021 | Andreas Nygaard                   | Lina Korsgren                   |
| 2022 | Kasper Stadaas                    | Astrid Øyre Slind               |

## Längd och sträckning
Loppet var premiäråret 75 km och öppet för både elitåkare och motionärer. Bansträckningen var Vallbo - Vålådalen - Ottsjö - Trillevallen - Edsåsdalen - Duved - Åre. En kortare distans på 35 km körs dagen innan huvudloppet. Damerna startade 15 minuter före herrarna i 75 kilometersloppet.
2014 förkortades sträckan till 61 km med start i Edåsdalen p.g.a snöbrist.
2015 förkortades loppet till 47  km p.g.a snöbrist med start och mål i Vålådalen.
Från år 2016 kördes loppet 55 km med start i Vålådalen och målgång i Edsåsdalen.
Upplagan 2021 kallades Årefjällsloppet 10.0 och är 100 km långt med både start och mål i Vålådalen.